# Baranów (Lipsko)
Pour les articles homonymes, voir Baranów.
Baranów (prononciation : [baˈranuf]) est un village polonais de la gmina de Chotcza dans le powiat de Lipsko de la voïvodie de Mazovie dans le centre-est de la Pologne.
Il se situe à environ 4 kilomètres au sud-ouest de Chotcza (siège de la gmina), 10 kilomètres au nord-est de Lipsko (siège du powiat) et à 123 kilomètres au sud-est de Varsovie (capitale de la Pologne).

## Histoire
De 1975 à 1998, le village appartenait administrativement à la voïvodie de Radom.